# Jazzanova

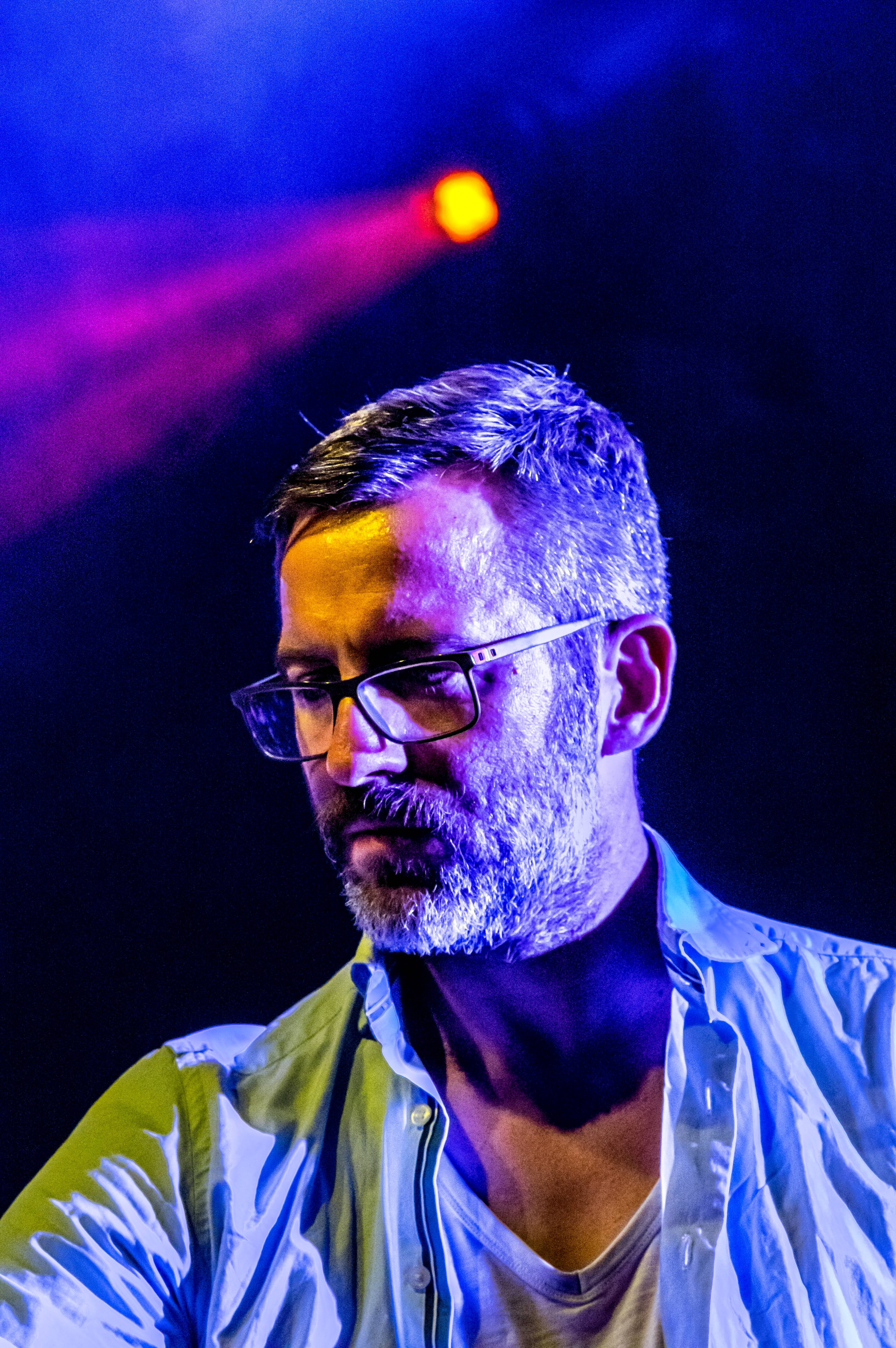
Alexander Barck,Zelt-Musik-Festival 2015 i Freiburg im Breisgau, Tyskland

Jazzanova är ett tyskt Berlinbaserat DJ-jazz-kollektiv bestående av Alexander Barck, Claas Brieler, Jürgen von Knoblauch, Roskow Kretschmann, Stefan Leisering och Axel Reinemer. Gruppen är tätt associerade med skivbolagen Compost Records och Sonar Kollektiv. De har också blivit kända för sina innovativa remixer av akter som Marschmellows, Ian Pooley, Incognito, 4Hero, M.J. Cole och Masters At Work. 

## Discography
- Belle et Fou (2007)
- Blue Note Trip: Scrambled/Mashed (2006)
- ...Broad Casting (2006)
- Boom Clicky Boom Clack (single) (2006)
- Glow and Glare / Dance the Dance / Let Your Heart Be Free (Ame and Atjazz remixes) (2005)
- The Remixes 2002-2005 (2005)
- Blue Note Trip: Lookin Back/Movin on (2005)
- Mixing (2004)
- Remixed (2003)
- In Between (2002)
- Soon (2002)
- That Night (2002)
- The Remixes 1997-2000 (2000)